# 奶油包
奶油包是一種香港甜麵包。奶油包是把麵包切出開口，再加入奶油作為餡料，最後把椰絲灑在麵包的表面。由於奶油包經常會灑上椰絲，又被稱為「椰絲奶油包」。
奶油包在香港的麵包店很常見，通常作為下午茶點或零食。奶油餡料的熱量和脂肪都很高，如果奶油是用氫化植物油製造，更會含有大量反式脂肪，所以奶油包並不適合經常進食。
由於奶油包加入了大量奶油，而奶油存放在室溫下容易讓細菌大量繁殖。香港食物安全中心於2012年曾發出指引，建議奶油包放在室溫四小時後應該棄置。

## 外部連接
维基共享资源上的相關多媒體資源：奶油包